# L'amant de ferro
L'amant de ferro  (original: The Iron Mistress) és una pel·lícula estatunidenca dirigida per Gordon Douglas, estrenada el 1952. Ha estat doblada al català.

## Argument[2]
És la biografia novel·lada de Jim Bowie abans del Setge d'El Álamo (creador del famós punyal "Bowie"). El 1852, Jim Bowie, jove camperol del nord es dirigeix al sud (Nova Orleans) per vendre fusta. Coneix Judalon, una aristòcrata, interpretada per Virginia Mayo de qui s'enamora. En ser d'una classe diferent, l'home està agafat a la vegada entre les seves ambicions, les seves passions, i la seva ètica.

## Repartiment
- Alan Ladd: Jim Bowie
- Virginia Mayo: Josephine/Judalon de Bornay
- Joseph Calleia: Juan Moreno
- Phyllis Kirk: Ursula de Varamendi
- Alf Kjellin: Philippe de Cabanal
- Douglas Dick: Narcisse de Bornay
- Anthony Caruso: Jack Studenvant
- Nedrick Young: Henri Contrecourt
- George Voskovec: John James Audubon
- Richard Carlyle: Roger/Rezin Bowie
- Robert Emhardt: General Cuny
- Donald Beddoe: Dr. Cuny
- Sarah Selby: Sra. Bowie
- Eugene Borden: Cocquelon

## Al voltant de la pel·lícula
- L'amant de ferro és el primer film d'Alan Ladd per la Warner Bros.[3] Va ser però un dels més grans repartiments de la Paramount Pictures.